# Naturschutzgebiet Nordufer Wittow mit Hohen Dielen
Koordinaten: 54° 40′ 56,9″ N, 13° 22′ 25,6″ O

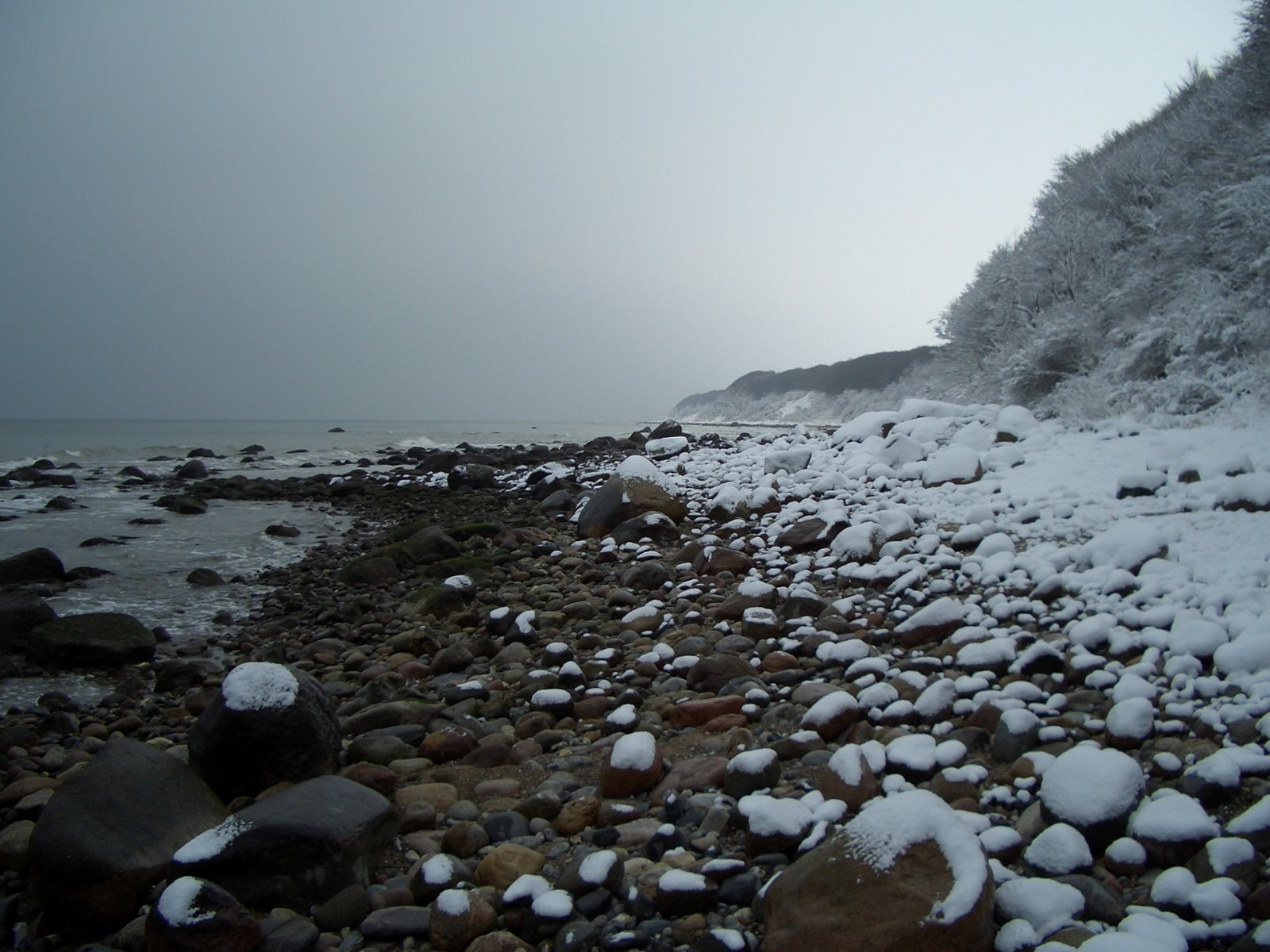
Blockstrand und Kliffküste

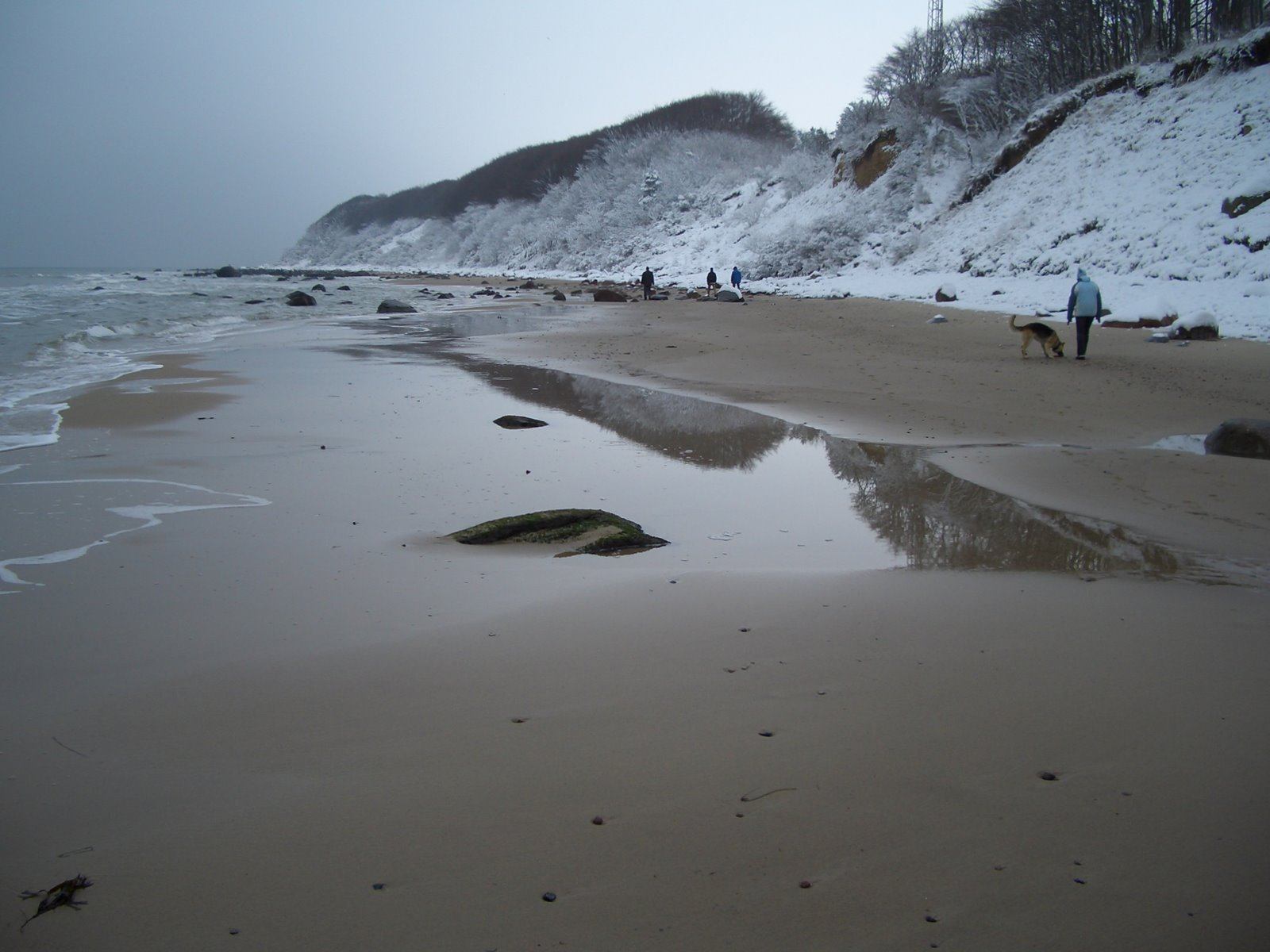
Strand im Naturschutzgebiet

Das Naturschutzgebiet Nordufer Wittow mit Hohen Dielen ist ein 144 Hektar umfassendes Naturschutzgebiet auf der Halbinsel Wittow in Mecklenburg-Vorpommern. Es besteht aus zwei Teilflächen nördlich des Ortes Putgarten: dem Ausschnitt der Kliffküste Wittows und einem kleinen Bereich südlich des Hügels Hohe Diele bei Arkona. Die Ausweisung erfolgte am 5. November 1990 mit einer Erweiterung im Jahr 1994.
Der Schutzzweck besteht in Erhalt, Entwicklung und Pflege eines im norddeutschen Raum einmaligen Mosaiks von Halbtrockenrasen, Sickerfluren, Busch-Buchenwald am Ruhekliff, Spülsaum-, Primärdünen- und natürlicher Salzrasenvegetation. Das Nordufer von Wittow hat den größten und landschaftlich reizvollsten Blockstrand Deutschlands.
Kliff und Strandbereiche befinden sich in einem sehr guten Zustand. Die intensive touristische Nutzung führt zu Beeinträchtigungen. Das Naturschutzgebiet ist Teil des FFH-Gebiets Steilküste und Blockgründe Wittow. Ein Wanderweg an der Kliffkante ermöglicht ein Begehen des Gebietes.

## Pflanzen- und Tierwelt
Artenreiche Halbtrockenrasen finden sich im Gebietsteil Hohen Dielen. Der Hauptteil des Naturschutzgebiets ist dagegen mit Buchenwald bestanden, in den Esche, Kiefer, Berg-Ahorn, Sanddorn und Holunder eingestreut sind.  Das Gebiet enthält (neben der Nord- und Ostküste Jasmunds) die einzigen natürlichen Salzrasen im mecklenburg-vorpommerschen Ostseeraum, das reichste Vorkommen von Echtem Meerkohl in diesem Raum und das einzige Vorkommen von Gemeinem Strandflieder auf Rügen. Weitere Vertreter der Salzwiesenvegetation sind Strand-Dreizack und Gänse-Fingerkraut.
Der Blockstrand und die vorgelagerten Flachwasserbereiche sind ein bedeutendes Überwinterungsgebiet von Wasservögeln, insbesondere von Tauchenten und Sägern. Die Flachwasserbereiche bedecken Seetang und Miesmuscheln.